# Circeo Sangiovese
Il Circeo Sangiovese è un vino DOC la cui produzione è consentita nella provincia di Latina.

## Caratteristiche organolettiche
- colore: rubino più o meno intenso
- odore: caratteristico, fragrante
- sapore: asciutto, sapido, armonico

## Produzione
Provincia, stagione, volume in ettolitri
- nessun dato disponibile